# Frančiškanski samostan Nazarje
Frančiškanski samostan Nazarje je rimskokatoliški samostan frančiškanov v župniji Nazarje. Nahaja se na griču Gradišče ob cerkvi Marijinega oznanjenja.

## Samostan
Na griču je sprva stala kapela Matere Božje, ki jo je dal v letih 1624-28 zgraditi ljubljanski škof Tomaž Hren. Z leti jo je obiskovalo vse več romarjev, ki so potrebovali oskrbo. Zato je Hrenov naslednik, ljubljanski škof Rinaldo Scarlicchio, kapelo leta 1632 izročil frančiškanom. Ti so ob kapeli postavili samostan in sedanjo cerkev.
Ob duhovni oskrbi so frančiškani skrbeli tudi za izobraževanje otrok in pomoč ljudem v zdravilstvu. V samostanu je verjetno že vse od začetka delovala lekarna. Običajno sta zanjo skrbela dva laična brata, po izobrazbi zdravnika, ki sta svoje kirurško in medicinsko prakso izvajala tudi zunaj samostana, kar je včasih pripeljalo celo do sporov z deželnimi zdravniki. Najbolj znana sta bila zdravnika brat Salomin Lipold (†1822), brat Kancij Rak (†1825), pred njima pa pater Aleksander Perger (†1736). Leta 1825, po smrti zadnjega zdravnika, je lekarna prenehala delovati.
Na pobudo celjskega okrožnega glavarja je bila februarja 1786 v Nazarjah ustanovljena javna ljudska šola, ki so ji v samostanu namenili posebno sobo; v njej so poučevali izključno frančiškani, večinoma patri. V zadnjih letih pred drugo svetovno vojno je šolo obiskovalo okrog 130 otrok.
Še danes je samostanu v ponos knjižnica. Čeprav ni najbogatejša med samostanskimi knjižnicami v Sloveniji, ima nekaj dragocenih knjig. Med njimi so: kodeks komentarjev k Svetemu pismu znamenitega razlagalca svetih tekstov Nikolaja de Lyra iz leta 1508; prevod Evangelijev iz grščine v latinščino Erazma Rotterdamskega (ob grškem izvirniku in Erazmovem prevodu je za primerjavo v tretjem stolpcu natisnjena tudi vulgata); Luthrov prevod Svetega pisma v nemščino iz leta 1535; Trubarjev prevod Evangelijev (Ta celi Novi Testament našiga Gospudi inu Izveličarja Iesusa Christusa, na dva majhina dejla rezdilen ...) iz leta 1557; Dalmatinova Biblija iz leta 1584. Knjižnica ima pet inkunabul, stare notne zapise, najstarejši pa so pergamenti iz 13. stoletja. Poleg verskih so v knjižnici tudi zgodovinske, zemljepisne, pravne, klasične knjige s slovarji in leksikoni ter medicinske strokovne knjige, pa tudi razna navodila za pisanje dopisov, zbirke pisem, nekaj pa je tudi lepopisnih vaj.
Med drugo svetovno vojno so samostan okupirali Nemci in patre izgnali. Proti koncu vojne so partizani del samostana minirali in porušili. Po vojni so ga frančiškani s pomočjo domačinov obnovili.
Leta 2007 so v samostanu bivali trije patri.
- notranji vrt
- notranji vrt in cerkev Marijinega oznanjenja
- knjižnica

## Predstojniki
- gvardijan pater Franc Kovše (2004-2007)
- gvardijan pater Damjan Vračko (od 2007)